# ولاية الفقيه
ولاية الفقيه هي مصطلح فقهي قديم في الفقه الشيعي الإثني عشري منذ بدايات الغيبة الكبرى للإمام الثاني عشر عند الشيعة الإثني عشرية المهدي المنتظر. حيث يعتبرها الفقهاء ولاية وحاكمية الفقيه الجامع لشرائط الفتوى والمرجعية الدينية المعبر عنه بالمجتهد في الأحكام الشرعية في عصر غيبة الإمام الحجة، حيث ينوب الولي الفقيه عن الإمام الغائب في قيادة الأمة وإدارة شؤونها والقيام بمهام الحكومة الإسلامية وإقامة حكم اللّه على الأرض.

## معلومات عامة حول مفهوم ولاية الفقيه

### ولاية
ما هو المراد من الولاية؟

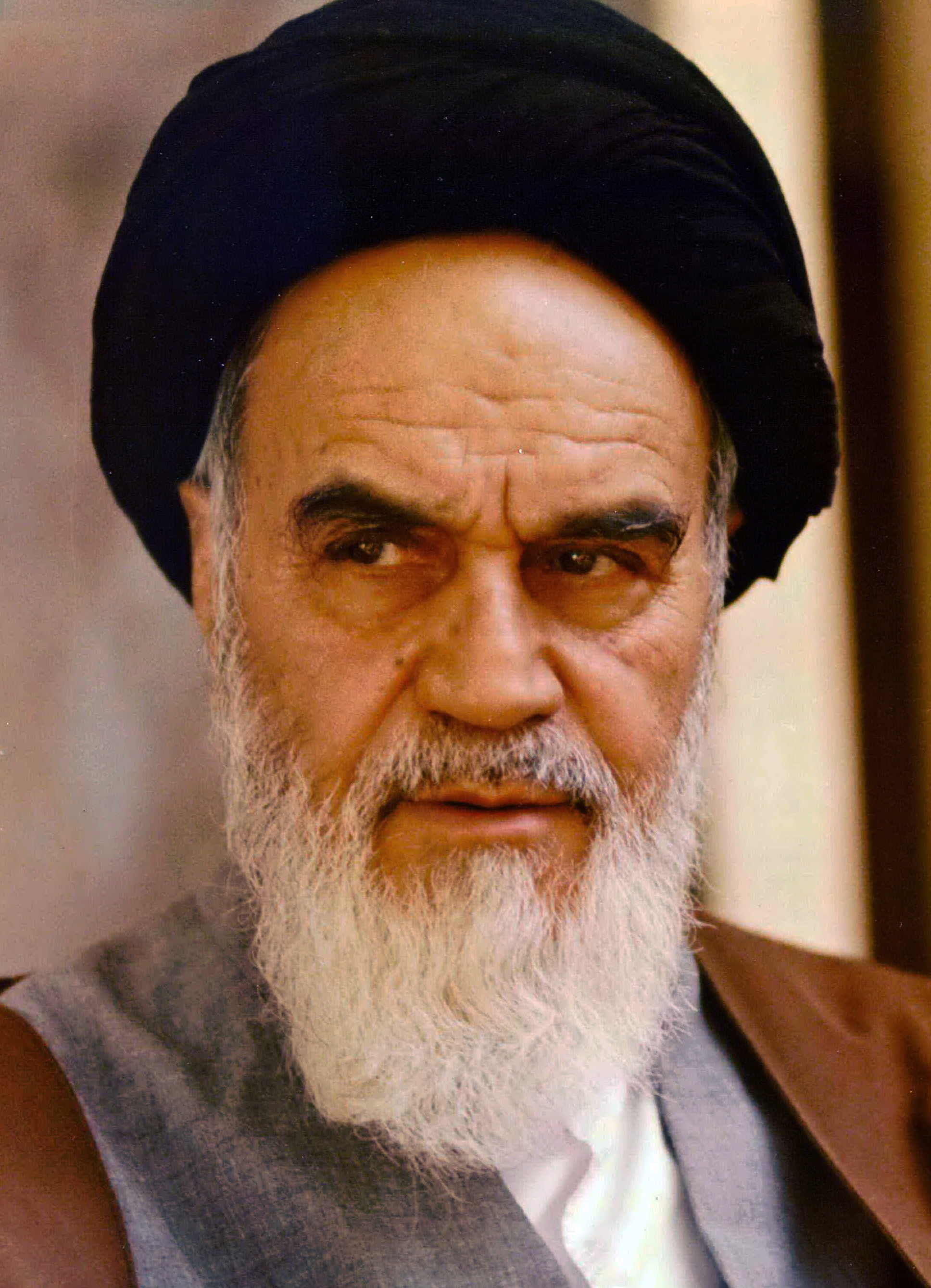
روح الله الخميني أول من تقلّد منصب ولاية الفقيه في إيران بعد إنتصار الثورة الإسلامية عام 1979مـ

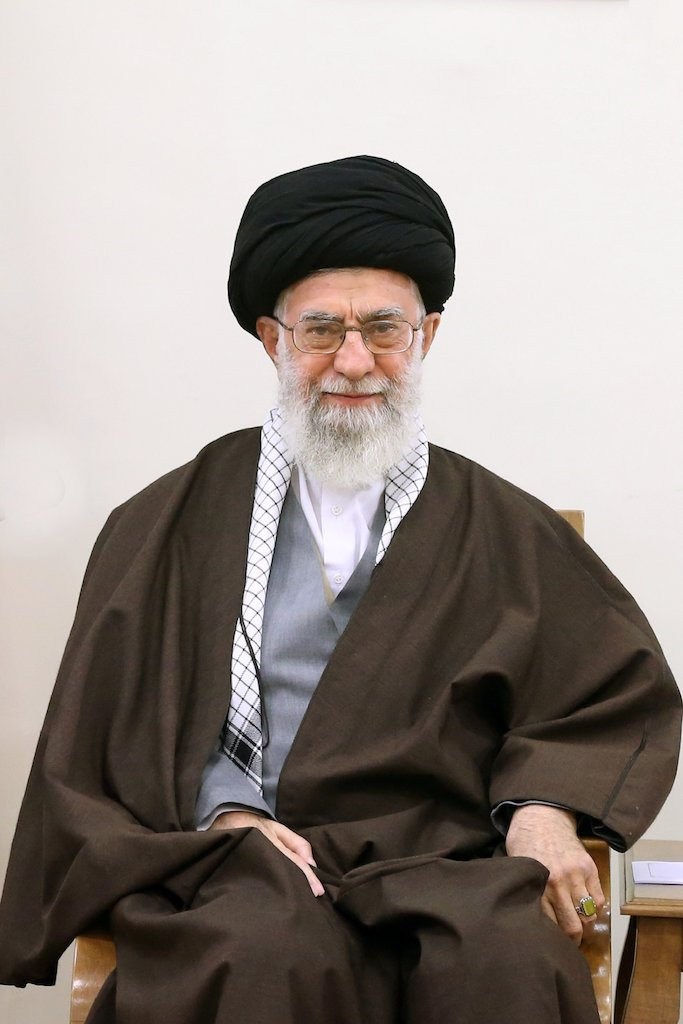
علي خامنئي ثاني من تقلّد منصب ولاية الفقيه في إيران بعد وفاة الخميني في 1989مـ وقائد الثورة الإسلامية الحالي في إيران

الولاية لغة حسب موارد استعمالها هي نحو من القرب يوجب نوعاً من حق التصرف ومالكية التدبير، كالقرب الحاصل بين النبي أو الإمام وبين المؤمنين فأنه يوجب للنبي أو للإمام حق الحاكمية فيهم وتدبير أمورهم على وفق شريعتهم، وهكذا سائر موارد الولاية كولاية العتق والحلف والجوار والطلاق والعهد والنصر والإرث... الخ. والمراد بالولاية هنا هو الحاكمية، السلطة، القيادة، تدبير شؤون الأمة وما شابه هذه المعاني.
وليس المقصود من ثبوت الولاية العامة للفقهاء كونهم كالنبي والامام أولى بالمؤمنين من أنفسهم، فالولاية بمعنى الأولوية من النفس انما ثبتت للنبي والامام بالنص الصريح، أما المنصرف إلى الذهن عرفاً من ادلة الولاية ـ سواء في ولاية الأب على الأولاد أو في ولاية الفقيه على المجتمع أو غير ذلك ـ فهو الولاية في حدود تكميل نقص المولّى عليه وعلاج قصوره.

### فقيه
ما هو المراد من الفقيه؟
المراد بالفقيه هو الرجل العالم بالفقه والمعارف الإسلامية، والحائز على درجة الإجتهاد والإستنباط في الأحكام الشرعية.
وإذا أريد به أن يكون قائداً وولياً للأمة لابد أن يتصف بشروط أخرى أهمها:
1. العدالة والتقوى العالية.
2. الشجاعة، وعدم رضوخه للأوهام.
3. الخبرة السياسية.
4. العلم بالقانون.
5. القدرة على إدارة وتدبير شؤون الأمة.
6. الإطلاع على أوضاع الأمة وتحمل همومها.
7. قبول الأمة به، واختياره قائداً لها.[2]

## معارضو ولاية الفقيه
يعارض المرجع الشيعي الخوئي ولاية الفقيه ويقول: «إن الولاية لم تثبت للفقيه في عصر الغيبة بدليل وإنما هي مختصة بالنبي والأئمة، بل الثابت حسبما يستفاد من الروايات أمران: نفوذ قضائه وحجية فتواه، وليس له التصرف في مال القصّر أو غيره مما هو من شؤون الولاية إلاّ في الأمر الحِسبي.»
ويعارض المرجع الشيعي علي السيستاني ولاية الفقيه المطلقة ويرى أنها محصورة ببعض الصلاحيات وليس كلها.

## ولاية الفقيه إصطلاحاً
المقصود من ولاية الفقيه في الاصطلاح الفقهي هي: النيابة العامة للفقيه الجامع للشرائط عن الإمام المعصوم في زمان الغيبة لقيادة الأمة الإسلامية وتدبير شؤونها في جميع ما كان للمعصوم عليه ولاية في غير مختصاته وبشرط وجود المصلحة. أي ولاية عامة في جميع شؤون الأمة، تلك الولاية التي كانت للإمام المعصوم في زمن حضوره، وهي رئاسة الدين والدنيا، ومن ثم فله ما كان للإمام من وظائف دون أن يشارك المعصوم في مختصاته وبشرط وجود المصلحة في فعله، والتي منها السعي لإقامة الحكم الإسلامي وسيادته على البلاد في حقيقته الأصيلة والمحافظة على المصالح العامة سياسياً وأخلاقياً وثقافياً واقتصادياً واجتماعياً وما شاكل ذلك، ومنها الأمر بالمعروف والنهي عن المنكر بالقيام دون تسرب الفساد إلى المجتمع الإسلامي، سواء كان خطراً يهدد كيان الإسلام، أم يطيح بسلامة الأخلاق العامة والقيام ببث الدعوة خارجياً وداخلياً بالسعي وراء تنشيط الوعي الإسلامي في نفوس المسلمين. ومنها سد الثغور والأمر بالجهاد والدفاع وعقد الصلح وقبول الهدنة، وتقسيم الغنائم. ومنها أخذ الزكوات والأخماس وتولية أمر القصّر والغيّب والأوقاف العامة وتجهيز من لا وليّ له ووراثة من لا وارث له. ومنها إقامة الجمعة والجماعات وتعيين أئمتها. ومنها تعيين قضاة العدل والمراقبة على أعمالهم بإجراء الحدود. ومنها التصدي لإصدار أحكام (تعرف بالأحكام السلطانية أو الولائية) في مواقع ضرورية حفاظاً على منافع المسلمين. ومنها القضاء والإفتاء وتصدي للأمور الحسبية كل ذلك من باب ولايته على هذه الأمور.

## الولاية في القرآن
حصر الشيعة الإثني عشرية الولاية وحقّ الحاكمية في ثلاثة: الله ورسوله والأئمة الإثني عشر من أهل البيت، استنادا منهم على آية الولاية:
 واتّفقوا على أن «وَالَّذِينَ آمَنُواْ» هم علي بن أبي طالب والأئمة الأحد عشر من بنيه، فلما استشهد الحسن بن علي العسكري الإمام الحادي عشر ووصلت الإمامة إلى الإمام الثاني عشر المهدي، بدأت فترة الغيبة الصغرى بمعنا غیاب قصیر المدة. وفي الفكر الشيعي هو مصطلح يشير إلى الوقت الممتد من سنة 260هـ، أي عند شهادة الحسن العسكري إلى وفاة السفير الرابع سنة 329هـ، وفيه غاب محمد بن الحسن المهدي عن الأنظار، وكان يتصل بشيعته عن طريق وكلاء خاصين يسمون بالسفراء، وعددهم أربعة هم عثمان بن سعيد العمري، وإبنه محمد بن عثمان العمري، والحسين بن روح النوبختي، وعلي بن محمد السمري. وتسمى بالصغرى في مقابل الغيبة الكبرى التي بدأت سنة 329هـ وهي مستمرة إلى الآن ولا يعلم أحد متى الظهور إلا الله. عيّن الوكلاء الأربعة الذين کانوا يقومون مقام المهدي بالتناوب، ولما قربت وفاة رابعهم وهو: السمري أخبره الإمام بأنه سوف يموت في يوم كذا وبموته تنتهي الغيبة الصغرى والوكالة الخاصّة، وتبدأ الغيبة الكبرى والوكالة العامّة، وخرج بذلك توقيعه: «أما الحوادث الواقعة فارجعوا فيها إلى رواة حديثنا فإنهم حجّتي عليكم وأنا حجة الله» (كفاية الأحكام ص83) وبهذا التوقيع منح الإمام المهدي الولاية وحقّ الحاكمية لجميع المجتهدين والمراجع الجامعين لشرائط التقليد ككلّ.

## أدلَّة ثبوت الولاية للفقيه
أجمع فقهاء الشيعة الإثني عشرية على ثبوت ولاية الفقيه في جميع ما يرتبط بشؤون الأمة، وفق ما كان لأئمتهم ويستدلون عليها ببعض الأدلة العقلية والنقلية، فمنها الدليل العقلي بأن الإسلام دين يشمل جميع الأزمان فمن المحال أن الحكيم الصانع يعطّل هذا الدين في عصر الغيبة، من دون تعيين من يقوم بمسؤولية وتعطيله قد يكون بمنزلة تعطيل النّظام الإسلامي وبالنتيجة إضلال الناس.

## وحدة الولي الفقيه وتعدده
من خلال أهداف الحكومة الإسلامية عند الشيعة الإثني عشرية قيادة الأمة الإسلامية وتنظيم أمور المسلمين كي لا يسود الهرج والمرج، وبما أن فكرة تعدد الولي الفقيه لا يتناسب مع الأهداف، بل هي يتعارض معها. وذلك لأن تعدد الولي الفقيه يعني انقسام المجتمع الإسلامي. ولما لم يكن هناك ضابط شرعي لهذا الانقسام فسيستمر إلى ما شاء الله حتى يصبح في القرية الواحدة أكثر من ولي فقيه يتنازعون فيما بينهم. فيسود الهرج والمرج من جديد.
ويرى البعض أن المراد من كلمة رواة حديثنا أو الفقهاء في بعض الروايات لا يعني أن كل الفقهاء هم ولاة الأمر الفعليون في وقت واحد، وإنما المراد أنهم أهلٌ للولاية فلهم شأنية الولاية، فإذا تصدر أحدهم أو اختير صار ولياً فعلياً وعلى الاخرين أن يطيعوه.

## الاختلاف
يجمع عدد من مراجع الشيعة الإثني عشرية أن لكل فقيه ولاية خاصة على مقلديه في الأحكام الفقهية، إلا أن الاختلاف في الولاية في الأمور العامة التي يراها روح الله الموسوي الخميني مطلقة بمعنى أن الولاية للفقهاء تثبت في جميع ما ثبت للمعصوم من السلطة علي الأمة إلا ما استثناه الدليل. وقبل الخمینی أمثال الشیخ الملا أحمد النراقي صاحب مستند الشیعة والفاضل المراغی صاحب العناوین والشیخ محمد حسن النجفي صاحب جواهر الکلام والشیخ محسن خنفر النجفی أیضا یرون للفقیه ولایه تامة مطلقة عامة. کما بعدهم أمثال العلامة المیرزا محمد حسين النائینی والعلامة شیخ محمد الحسین کاشف الغطاء وحسين البروجردي أیضا یعدون من معتقدی ولایة الفقیه العامة.
في مقابل ذلك لا يعترف عدد من مراجع الشيعة بولاية الفقيه ومن بينهم السيد محمد حسين فضل الله المرجع الشيعي اللبناني الذي يرى أن ولاية الفقيه نظرية لا يراها أكثر فقهاء الشيعة، ويذكر من بين من لا يراها من الشيعة أبا القاسم الخوئي ومحسن الحكيم.
أما أهل السنة والجماعة فيرون أنه لا وجود لمثل هذه الولاية لا في القرآن ولا في السنة ولم يفعلها لا الصحابة ولا غيرهم، ولكنهم يعترفون بخلافة إسلامية تدير جميع أراضي المسلمين بالتوحيد وعبادة الله وحده.

## مباني ولاية الفقيه عند الشيعة
طُرحت مسألة «ولاية الفقيه في زمان الغيبة الكبرى» لمّا حصل بعض حكّام الشيعة على شيءٍ من السلطة وذكروا في مصادرهم مباني لها فمنها: إنّ مشروعيّة الولاية مستمدّة من الولاية التشريعيّة والنصب والإذن لله عزّ وجلّ، وإلاّ قد تكون نوعا من الشرك في الربوبيّة التشريعيّة للباري. والولاية حقّ قد تكون للإمام المعصوم وفي زمان حضوره، أمّا في زمان الغيبة فيجب على الناس ـ استناداً إلى القواعد الكليّة، مثل «أوفوا بالعقود» و«المسلمون عند شروطهم» ـ أن ينتخبوا ويبايعوا من يجدونه مناسباً للحكومة.

## مواصفات الولي الفقيه
ذكر علماء الشيعة عدّة مواصفات لمن يقوم بدور الولي الفقيه في النظام الإسلامي فمنها:
- أن تكون معرفته بالقوانين إلى مستوى يمكّنه الاجتهاد بالقوانين لا أن يكون عارفاًَ بالقوانين فقط.
- أن يتحلّى بما يكفي من التقوى ليثق المواطنون بأفعاله وقراراته وأحكامه وعدم خيانته مطلقاً.
- أن يتوفر على قابلية إدارية عالية، ليقود المجتمع باتجاه أهدافه.[12]
- الفقه في النصّ الدينيّ، فإنّ النصوص الدينيّة لدى الشيعة كمكاتبة إسحاق بن يعقوب ومقبولة عمر بن حنظلة، تشترط الفقه في الولي الفقيه.[13]

## صلاحيات الولي الفقيه
تعتقد الشيعة الإثني عشرية بأنّ الولاية المطلقة للفقيه تجعل الفقيه ينتقل عن الحكم الأولي إلى الحكم الثانوي لفترة معينة بسبب إحاطته بالفقه والمصالح الإسلامية ويعتقدون أيضاً أنّ الحكم الثانوي قد يكون من الأحكام الإلهية نتيجةً للتنصيب الإلهي العام لولي الفقيه.

## أزدواج السلطة ونظرية السيفين
يرى بعض المفكرين أن ولاية الفقيه هو تجسيد إسلامي لنظرية السيفين البابوية وأمتداد لها، ظهرت المسيحية كحركة دينيه لها نظامها المستقل عن الدولة وكانت هي المسؤولة عن النواحي الروحية وتسعى لتخليص الإنسان من الخطيئة، وكانت تنظر للدولة كمؤسسة مستقلة تستمد سلطتها من الله مما يستوجب خضوع الكنيسة لسلطتها. ولكن مع تعاظم دور الكنيسة وتمتعها بسلطة منافسة لسلطة الإمبراطور طرحت الكنيسة فكرة ((الولاء المزدوج)) والتي تدور حول وجوب خضوع المسيحي لنوع من الولاء المزدوج انطلاقا من ازدواج طبيعته فالإنسان يتكون من روح وجسد والروح تتوجه بالولاء نحو خالقها والذي تظهر سلطته في الأرض من خلال الكنيسة أما الجسد فيتوجه بولائه إلى السلطة الدنيوية ممثله في الحكومة الإمبراطورية، وهكذا خرجت إلى الوجود ((نظرية السيفين أو ازدواج السلطة)) على أساس وجود نوعين من الوظائف في المجتمع:.
1. - وظائف خاصة بالقيم الروحية والأخلاقية وتتولاها الكنيسة وتراقبها.
2. - وظائف تتعلق بالمحافظة على الأمن والنظام وتحقيق العدالة وتتولاها الحكومة.[15][16]

## کتب عن ولایة الفقیه بالعربية
- الحكومة الإسلامية، روح الله الخميني
- ولاية الفقيه؛ عبد الله الجوادي الآملي
- ولایت فقیه یا حكومت اسلامی در عصر غیبت؛ محمد یزدی
- مبحث ولاية الفقيه. السيد محمد صادق الصدر[17]
- ولاية الفقيه في العصر الحديث؛ عباس نورالدين
- حاكمية الفقيه وحدود ولايته على الأمة؛ أبو الحسن حميد المقدس الغريفي

## مواضيع ذات علاقة
- الإمامة
- العصمة
- الولاية
- الخلاف حول الأئمة عند طوائف الشيعة

## وصلات خارجية
- لأنصار ولاية الفقيه: ولاية الفقيه أو الحكومة الإسلامية لمؤلفه الإمام الخميني
- لرافضي ولاية الفقيه: كتاب علي الأمين
- ولاية الفقيه العامة في الميزان
- ولاية الفقيه